# Aleksander Kowalski
Aleksander Marek Kowalski (* 7. října 1902, Varšava – 3. dubna 1940, Katyň) byl polský hokejista.

## Hráčská kariéra
Hrával za AZS Warszawa, v jejímž dresu se stal pětkrát mistrem Polska.
Polsko reprezentoval na Zimních olympijských hrách v roce 1928 ve Svatém Mořici a o čtyři roky později na olympiádě v Lake Placid. Tam skončil polský tým na čtvrtém místě. Kowalski byl nejlepším střelcem týmu, když vstřelil dvě branky v šesti utkáních. V roce 1930 si zahrál v dresu Evropy v utkání proti Kanadě.

## Úmrtí
Aleksander Kowalski byl zabit při Katyňském masakru. Přesné datum není známo, na seznamu NKVD je jeho jméno uvedeno u data 3. dubna 1940.